# Franchesse
Franchesse település Franciaországban, Allier megyében. Lakosainak száma 465 fő (2022. január 1.). Franchesse Agonges, Bourbon-l’Archambault, Couzon, Limoise, Pouzy-Mésangy, Saint-Léopardin-d’Augy és Saint-Plaisir községekkel határos.

## Népesség
A település népességének változása:
| Lakosok száma | 675  | 539  | 532  | 453  | 461  | 463  | 471  | 475  | 479  | 465  |
|               | 1968 | 1982 | 1990 | 2006 | 2013 | 2015 | 2017 | 2019 | 2020 | 2022 |